# Сондре Мун
Сондре Нурштад Мун (норв. Sondre Nordstad Moen, нар. 12 січня 1991) — норвезький легкоатлет, який спеціалізується у бігу на довгі дистанції, чемпіон Європи серед молоді у бігу на 10000 метрів (2011), учасник Олімпійських ігор-2016 (19 місце у марафонському бігу), екс-рекордсмен Європи з марафонського бігу, володар низки національних рекордів у бігу на довгі дистанції.
3 грудня 2017 здобув перемогу на Фукуокському марафоні з новим рекордом Європи (2:05.48), перевершивши попереднє досягнення (2:06.16) португальця Антонью Пінту (2000) та француза Бенуа Звежхлевського (2003).
11 червня 2020 на змаганнях «Impossible Games» в Осло, які проходили замість змагань «Bislett Games» як етапу Діамантової ліги, скасованого через пандемію коронавірусної хвороби, встановив новий рекорд Європи у бігу на 25000 метрів (1:12.46,5h), перевершивши попереднє досягнення німця Штефана Франке (1:13.57,6h), встановлене у 1999.